# Protosticta vanderstarrei
Protosticta vanderstarrei – gatunek ważki z rodziny Platystictidae. Jest to gatunek najmniejszej troski, jednak liczebność jego populacji spada.

## Występowanie
Gatunek ten zaobserwowano w Indonezji. Zamieszkuje lasy oraz mokradła. 